# Yoo Young-chul
Yoo Young-chul (tiếng Hàn: 유영철) (sinh ngày 18 tháng 4 năm 1970) là một kẻ giết người hàng loạt, ăn thịt người của Hàn Quốc. Thừa nhận giết 20 người, chủ yếu là gái mại dâm và những người già giàu có, Tòa án quận trung tâm Seoul đã kết án Yoo tội danh trong 20 vụ giết người (một trường hợp đã bị bác bỏ về mặt kỹ thuật). Vụ án này tại Yimoon-dong đã được thực hiện bởi một kẻ giết người hàng loạt khác Jeong Nam-gyu). Yoo đã đốt ba người và rã thịt ít nhất 11 nạn nhân của mình, thừa nhận anh ta đã ăn gan của một số người trong số họ. Yoo phạm tội từ tháng 9 năm 2003 đến tháng 7 năm 2004, khi anh ta bị bắt. Yoo giải thích động cơ của mình trước máy quay rằng "Phụ nữ không nên là Gái điếm, và người giàu nên biết những gì họ đã làm".

## Tiểu sử
Yoo Young Chul sinh ra trong một gia đình có cha là một cựu chiến binh, từng tham gia chiến tranh và được hưởng một khoản tiền thưởng lớn. Tuy nhiên, ông lại Đánh bạc cuối cùng thành kẻ trắng tay.
Cuộc sống hôn nhân giữa cha mẹ Chul có nhiều lục đục. Trong thời gian mang thai Chul, mẹ y từng nhiều lần nghĩ đến chuyện Phá thai. Bà cũng muốn bỏ chồng. Ngay sau khi hạ sinh, người mẹ đã để Chul cùng 3 đứa con trước lại cho bà ngoại, một mình đi nơi khác làm ăn.
Từ nhỏ, Chul đã ý thức được mình là đứa con không mong muốn. Ngoài nỗi tự ti ấy, Chul còn mắc bệnh Mù màu bẩm sinh. Bà ngoại của Chul rất nghèo, chỉ có thể xoay xở nuôi cơm các cháu. Sau vài năm sống cùng bà, Chul chuyển đến ở với cha ruột. Cha Chul cũng chẳng giàu có. Ông vẫn giữ thói ham mê đánh bạc, nên túng quẫn quanh năm. Cũng vì thế mà Chul cực ghét những đứa trẻ con nhà giàu, không thích luôn cả phụ huynh của họ.
Dù vậy, Chul vẫn được đánh giá là trò ngoan. Chul yêu thích các bộ môn nghệ thuật, ham đàn guitar, vẽ tranh, hát múa. Tốt nghiệp, Chul đăng ký nguyện vọng vào trường trung học chuyên nghệ thuật, nhưng bị đánh rớt và phải vào trường kỹ thuật.

## Tội ác

### Giết những người già giàu có
Bắt đầu từ năm 2 trung học, Chul sinh tính trộm cắp vặt.. Suốt thời cấp 2, 3, Chul liên tục ra vào trại cải tạo trẻ vị thành niên. Bước lên tuổi trưởng thành, y còn trộm cắp nhiều hơn nữa.
Năm 1992, Chul kết hôn với Hwang, một phụ nữ làm nghề massage. Trước khi thành chú rể, y mang trên mình tổng cộng 14 tội danh và 7 năm tù.
Năm 2000, Chul bị bắt vì tội Cưỡng hiếp một thiếu nữ 15 tuổi, chịu phạt 2 năm tù giam. Trong thời gian thụ án, Hwang li hôn. Ra tù, Chul làm giả thẻ cảnh sát, tống tiền đám ma cô.
Ngày 24/9/2003, Chul đột nhập tư gia của cặp vợ chồng ông lão Lee Deok-su (72 tuổi) và Lee Eun-ok (67 tuổi), sát hại cả 2 một cách tàn nhẫn bằng búa tự chế.
Ngày 9/10/2003, y tấn công Kang Eun-sun (85 tuổi) cùng con gái và cháu trai của bà, cũng dùng hung khí là chiếc búa ấy.
Ngày 16/10/2003, y tiếp tục đột nhập nhà riêng, giết người. Nạn nhân lần này là bà Yoo Joon-hee (60 tuổi).
Ngày 18/11/2003, sau khi sát hại Kim Jong-seok (87 tuổi) và Bae Ji-hye (53 tuổi), y còn phóng hỏa đốt nhà nhằm xóa dấu vết tội ác.
Toàn bộ các gia tư bị Chul đột nhập, sát hại đều là gia đình giàu có. Tuy nhiên, y không chú trọng cướp tiền của. Giới điều tra của Hàn Quốc vô cùng bối rối, không hiểu mục đích của hung thủ là gì.

### Giếtgái mại dâm
Cuối năm 2003, Chul quen bạn gái mới. Ngay khi phát hiện y có tiền án tiền sự, cô gái này từ chối gặp gỡ. Bức xúc vì bị bạn gái mới từ chối, Chul trút giận lên một nạn nhân là nam giới họ Chung (47 tuổi) và sát hại anh. Vẫn chưa hả dạ, y quyết định "thay trời hành đạo", trừng phạt "những ả đàn bà dơ bẩn".
Tại Hàn Quốc, Mại dâm là vấn nạn lâu đời. Người hành nghề này bị tước quyền công dân, phải chịu sự kỳ thị của gia đình, người đời và cả quốc gia. Những năm đầu của thế kỷ 21, Hàn Quốc xuất hiện nhiều cuộc biểu tình, đòi nhân quyền cho phụ nữ, bao gồm cả những người bán dâm. Năm 2004, chính phủ phải ban hành Đạo luật Trừng phạt và Đạo luật Bảo vệ (Punishment Act and Protection Act), công nhận Nhân quyền của phụ nữ với tất cả nữ giới. Chul có ác cảm với Phụ nữ. Thuở nhỏ, y ghét và sợ mẹ, vì bà luôn nhìn y với ánh mắt "đẻ mi là sai lầm". Sau khi bị vợ bỏ và bạn gái mới từ chối, lại thấy gái mại dâm cũng có nhân quyền, y thêm phần căm phẫn.
Dù công nhận nhân quyền cho mọi phụ nữ, Hàn Quốc không mấy quan tâm đến an nguy của những đối tượng bán dâm. Chỉ cần vài lời nói dối và thẻ cảnh sát giả, Chul dễ dàng đưa nhiều gái mại dâm về nhà, sát hại và phi tang thi thể. Chỉ từ tháng 3 đến tháng 7/2004, y trót lọt sát hại 10 người. Mỗi lần hành sự, tên đồ tể này lại mặc áo mưa màu vàng. Vì thế sau này, y mới có biệt danh "sát thủ áo mưa vàng".
Sự tàn ác của Chul khiến cả giới tội phạm Hàn Quốc cũng phải kinh hoàng. Nhiều tên Ma cô đã bắt tay với Cảnh sát, cùng giăng bẫy bắt Chul. Ngày 15/7/2004, Chul "lọt lưới" ở gần Grand-mart, quận Mapo.
Chul bị kết án tử hình vì một loạt các tội danh nghiêm trọng như giết người, hủy thi, phóng hỏa, ăn thịt đồng loại...
Vì hiến pháp Hàn Quốc tạm hoãn lệnh Tử hình từ năm 1997, Chul chưa bị hành quyết. Tuy nhiên, sự man rợ của y đã khiến không ít người căm hận, biểu tình đòi tái thực thi hình phạt này.
Hiện tại, Chul đang bị nhốt ở Trung tâm Giam giữ Seoul (Seoul Detention Center).

## Chuyển thể
Là một trong những vụ án giết người hàng loạt đầu tiên tại Hàn Quốc, câu chuyện tên sát nhân áo mưa vàng được tái hiện trong nhiều tác phẩm điện ảnh thể loại kinh dị trinh thám. Điển hình là bộ phim Kẻ săn đuổi (2008) của đạo diễn Na Hong Jin.
Năm 2022, Netflix phát hành Phim tài liệu Sát nhân áo mưa: Truy lùng hung thủ ở Hàn Quốc (The Raincoat Killer: Chasing a Predator in Korea) gồm 3 tập. Qua lời kể của các điều tra viên, thủ đoạn gây án dần được hé lộ trong phim tài liệu, series cung cấp cho khán giả những góc nhìn chưa từng được công khai về tên sát nhân Yoo Young Chul, bao gồm tư liệu phim và những cuộc phỏng vấn với những người thụ lý vụ án. Phim đào sâu hơn về phương thức gây án cũng như phân tích tâm lý hành vi của tên tội phạm tâm thần, vẽ toàn cảnh thành phố Seoul lúc bấy giờ đang bao trùm bởi sự khủng hoảng dư luận.